# Algebrska ploskev
Algebrska ploskev je v matematiki algebrska varieteta z razsežnostjo enako 2. V primeru geometrije nad obsegom kompleksnih števil ima razsežnost 2. Algebrska ploskev se običajno opiše s pomočjo polinomske enačbe. Vsaka točka na ploskvi je točna rešitev polinomske enačbe.    
Teorija algebrskih ploskev je bolj komplicirana kot teorija algebrskih krivulj.
Zgledi algebrskih ploskev so ({\displaystyle \kappa \,} je Kodairova razsežnost):
- {\displaystyle \kappa =-\infty \,}: projektivna ravnina, kvadriki v P3, kubične ploskve, Veroneseove ploskve, Del Pezzove ploskve, ploskve na katere lahko v vsaki točki položimo premico (primeri: valj, stožec)
- {\displaystyle \kappa =0\,}: ploskev K3, Abelove ploskve, Enriquesove ploskve, hipereliptične ploskve
- {\displaystyle \kappa =1\,} – eliptične ploskve
- {\displaystyle \kappa =2\,} – ploskve splošnega tipa